# Фелештій-Ной
Фелештій-Ной (рум. Făleștii Noi) — село у Фалештському районі Молдови. Адміністративний центр однойменної комуни, до складу якої також входить село П'єтросул-Ноу.

## Населення
За даними перепису населення 2004 року у селі проживали 2100 осіб.
Національний склад населення села:
| Національність       | Кількість осіб | Відсоток   |
| -------------------- | -------------- | ---------- |
| молдавани румуни     | 2039 7         | 97,1% 0,3% |
| українці             | 29             | 1,4%       |
| росіяни              | 20             | 1,0%       |
| гагаузи              | 1              | < 0,1%     |
| інша / без відповіді | 4              | 0,2%       |
| Всього               | 2100           | 100%       |